# Дальневосточные игры 1921
V Дальневосточные игры — соревнование сборных команд некоторых стран Азии. Были проведены в июне 1921 года в Шанхае, Китайская Республика. Спортсмены соревновались в восьми видах спорта.

## Участники
В соревнованиях вновь приняли участие 3 страны:
- Китайская республика (организатор)
- Филиппины
- Японская империя

## Виды спорта и чемпионы
| Вид спорта               | Чемпионы      |
| ------------------------ | ------------- |
| Бейсбол                  | Филиппины     |
| Баскетбол                | Китай         |
| Лёгкая атлетика          | Филиппины     |
| Волейбол                 | Китай         |
| Плавание                 | Филиппины     |
| Теннис, одиночный разряд | Фаргас        |
| Теннис, парный разряд    | Фаргас/Суарес |
| Футбол                   | Китай         |